# Ekdalens naturreservat
Ekdalens naturreservat är ett naturreservat i Uppsala kommun i Uppsala län.
Området är naturskyddat sedan 1998 och är 20 hektar stort. Reservatet består av äldre, gles granskog tillsammans med en hel del lind på två moränryggar. I svackan mellan moränryggarna rinner ett mindre vattendrag och här finns ekar och andra ädla lövträd. 